# Mezinárodní soutěž – festival „Hudební období“
Mezinárodní soutěž – festival „Hudební období“ (angl. International Competition – Festival „Musical Seasons“) je známá mezinárodní hudební akademicko-soutěžní akce pravidelně se konající v Evropě, spojující akademické hudebníky z evropských zemí a zemí Společenství nezávislých států, s orientací na mezinárodní kulturní spolupráci krajanů v cizině. 
Akce se koná od roku 2011 ve městech: Praha, Budapešť, Vídeň, Řím, Madrid, Berlín, Kodaň aj. Koná se pod záštitou Federální agentury pro Společenství nezávislých států, krajanů, žijící v cizině, a také klavíristů Filipa Sobottina, Petra Topertszera a Rustama Shaikhutdinova. 

## Nominace
Soutěžní program festivalu nabízí další nominace:
- Klavír
- Housle
- Akordeon
- Vokál
- Komorní soubor (piano duet)
- Soubor akordionistů

Od roku 2014 ve festivalu mohou se také zúčastnit hudebníci-amatéři, pro které je předpokládána nominace zvlášť. Účastníci jsou obvykle akademičtí hudebníci z východní Evropy (Česká republika, Lotyšsko, Rakousko, Polsko) a Ruska (jako první – Moskva, Ufa, Magnitogorsk, Orenburg).

## Historie soutěže – festivalu
První mezinárodní soutěž – festival „Hudební období“ se uskutečnila v Praze v roce 2011. V průběhu následujících let se akce konala jak v Praze, tak i v jiných městech Evropy – v Budapešti (na památku F. Liszta), v Madridu (na památku S. Rachmaninova), v Římě (na památku A. Rubinsteina)).
V porotě soutěže byly takové známé východoevropské a ruské hudební osobnosti, jako Irina Kondratenko, Peter Toperczer, Vladimír Zubitsky, Jaromír Zámečník, Rajapov Shaikhutdinov a další.

## Podpora
Akce je podporována Rosspoluprací, ruským střediskem vědy a kultury ve městech, kde se akce koná; a také s podporou charitativních organizací (takových jako Nadace Rajapov Shaikhutdinov a „Služba Múz“, jehož prezidentem je Rustam Shaikhutdinov, který je stálým členem poroty a organizačního výboru festivalu).